# Keratoisis squarrosa
Keratoisis squarrosa är en korallart som först beskrevs av Kükenthal 1915.  Keratoisis squarrosa ingår i släktet Keratoisis och familjen Isididae. Inga underarter finns listade i Catalogue of Life.